# کونیگزبرون
شهر کونیگزبرون (به آلمانی: Königsbrunn) در ایالت بایرن در کشور آلمان واقع شده‌است.